# Sant Cebrià de Pujarnol
Sant Cebrià de Pujarnol és una església romànica de Porqueres (Pla de l'Estany) inclosa a l'Inventari del Patrimoni Arquitectònic de Catalunya.

## Descripció
A l'inici de la vall de Matamors hi ha el nucli rural de Sant Cebrià format per l'església, el cementiri i la casa senyorial de la Torre de Puijarnol.
L'edifici és de planta rectangular amb absis semicircular. La nau presenta la volta lleugerament apuntada i les parets llises enguixades. En època posterior, al costat nord de la nau, s'hi afegiren capelles, la sagristia i, als peus, el cor. Separen la nau i el presbiteri dos arcs decreixents. Una cornisa segueix tot el seu perímetre a l'alçada de l'inici de la volta. El campanar és situat a sobre la portalada. És de planta quadrada i té un sol pis, amb dos finestrals a les cares est i oest, i un a les cares nord i sud. La façana és llisa i presenta una porta adovellada i un rosetó.

## Història
Segons la butlla de Benet VII del 1017, el monestir de Banyoles tenia possessions al lloc de Podio Arnulphi o Puigarnolf, del comtat de Besalú. El 1248 el bisbe de Girona, Berenguer de Castellbisbal, va consagrar l'església com a parròquia del lloc. El 1426 hi havia dos altars, un era l'altar major i l'altre estava dedicat a Sant Pere. El 1703 consta en el llibre dels delmes del bisbat que els de Pujarnol corresponien als senyors Millàs de Madremanya i Campolier de Miànegues.